# Ołtarz Świętej Barbary
Ołtarz Świętej Barbary, znany także jako Poliptyk Świętej Barbary – gotyckie retabulum ołtarzowe pochodzące z kościoła Świętej Barbary we Wrocławiu. Namalowane w 1447 roku, według ostatnich badań łączone z twórczością Wilhelma Kalteysena z Akwizgranu i Mistrza Marcina. Do dziś zachowały się jedynie korpus poliptyku (skrzydła zaginęły podczas II wojny światowej), podzielony na trzy części i mieszczący główny obraz flankowany parami kwater ze scenami z życia świętej Barbary. Cenny przykład malarstwa tablicowego na Śląsku.

## Historia
Poliptyk powstał najprawdopodobniej na zlecenie duchowieństwa kościoła Świętej Barbary, leżącego w zachodniej części historycznego Wrocławia. W źródłach pisanych poliptyk pojawia się późno. Wzmiankowany jest w Rękopisie Jaworskim – kodeksie wrocławskim z XVII wieku, znanym z odpisu z XVIII wieku (Historische Beschreibung der Kirche zu St. Barbara). W połowie XIX wieku retabulum zostało zdjęte i rozebrane na kwatery. W 1903 zakupiło je Śląskie Muzeum Rzemiosła Artystycznego i Starożytności we Wrocławiu. Skrzydła zaginęły podczas zawieruchy II wojny światowej. Ocalona część środkowa została przekazana do Muzeum Narodowego w Warszawie i jest eksponowana w Galerii Sztuki Średniowiecznej.

## Wygląd
Pierwotnie nastawa ołtarza miała formę poliptyku z dwiema parami ruchomych skrzydeł. Taka forma była podyktowana porządkiem prezentacji konkretnych scen w danym okresie roku liturgicznego. W dni powszechne ołtarz był całkowicie zamknięty i przedstawiał dwie kwatery, które razem tworzyły przedstawienie Triumfu Marii ukazujące Chrystusa koronującego (po prawej), oraz Marię, jako Królową Nieba i Ziemi (po lewej).
Po pierwszym otwarciu ukazywał się cykl scen z Pasji i Triumfu Chrystusa. Na ośmiu kwaterach zajmujących wewnętrzne strony (awersy) pierwszej pary skrzydeł znajdowały się sceny: Modlitwa w Ogrójcu, Biczowanie (u góry), Cierniem Koronowanie, Niesienie Krzyża (u dołu) oraz Złożenie do Grobu, Zmartwychwstanie (u góry), Noli me tangere, Wniebowstąpienie (u dołu). Na dwóch kwaterach tworzących rewersy pary skrzydeł wewnętrznych znajdowały się monumentalne (tj. obejmujące całość ramienia skrzydła) sceny Ukrzyżowania i Zdjęcia z Krzyża. Sceny te były prezentowane w dni pasyjne.
Podczas niedziel oraz święta patronki ołtarza i kościoła dokonywano uroczystego otwarcia poliptyku. Po całkowitym otwarciu prezentowano główny obraz ukazujący świętą Barbarę w asyście św. Feliksa i św. Adaukta w typie Sacra Conversazione, cyklu dwunastu scen tworzących opowieść poświęconą patronce, której narracja została skomponowana w układzie strefowym w kierunku czytania na całej szerokości nastawy (tj. wraz z zaginionymi dziś skrzydłami bocznymi). Są to sceny: Budowa łaźni (zaginiona), Spór świętej Barbary z Dioskurusem o trzy okna (zaginiona), Rozbicie posągów pogańskich, Ucieczka św. Barbary, Pościg św. Barbary – Zdrada pasterza (zaginiona), Pojmanie św. Barbary (zaginiona) w górnej strefie oraz Biczowanie św. Barbary (zaginiona), Tortury św. Barbary (zaginiona), Obcięcie piersi św. Barbary, Wleczenie na śmierć, Ścięcie świętej Barbary (zaginiona), Ukaranie Dioskurusa (zaginiona) w dolnej strefie.
Obraz środkowy podzielony został pionowo na trzy części, z których środkowa odpowiada swoją wielkością czterem bocznym; całość z pozoru przypomina otwarty tryptyk o typowej dla gotyku formie. U stóp świętej Barbary widoczna jest data 1447. Ramę zdobi pisana gotycką minuskułą inskrypcja, której treścią jest modlitwa do świętej Barbary:
O sanctissima et gloriossima virgo sancta Barbara. Subveni michi misero peccatori sicut tu ipsa promissisti omnibus in vocantibus nomen tuum in angustyis et necessitatibus facta es pia auxiliatris. Excurge sancta virgo Barbara in occursum meum juva es apud altissimum judiceum confundantur inimici mei qui detrahunt anime mee ut auferant eam. O Virgo custodi me.
Kwatery namalowane są techniką tempery z użyciem złotej folii na deskach świerkowych i jodłowych.

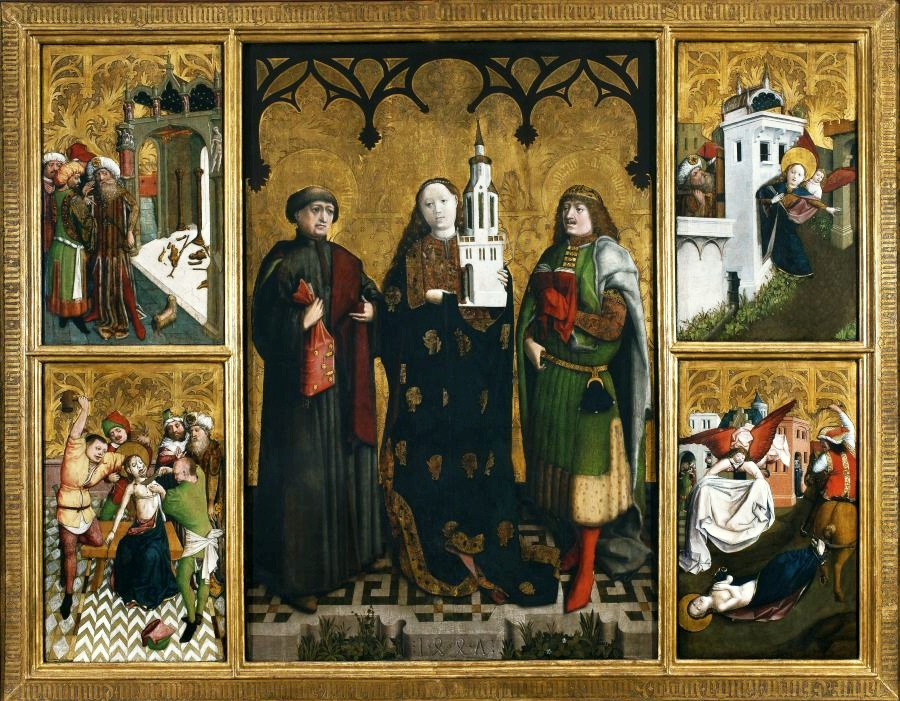
Ołtarz Świętej Barbary – zachowana do dziś część środkowa

## Analiza

### Treści
Pochodząca z Heliopolis święta Barbara była córką Dioskuresa, pogańskiego tyrana, który wysłał ją na naukę do Nikomedii. Tam zetknęła się z chrześcijaństwem, którego nie akceptował jej ojciec. Zdecydowała się na przyjęcie wiary w Chrystusa, licząc się z dramatycznymi konsekwencjami, gdzie rodzinna więź ojca i córki nie miała najmniejszego znaczenia. Za wyznanie Chrystusa i stanowczość w walce z pogaństwem, które wywołały gniew ojca (Gniew Dioskuresa na widok zniszczonych przez córkę posążków bóstw pogańskich) święta musiała nie tylko opuścić dom (Cud ucieczki Barbary przez ścianę wieży przed gniewem ojca), ale przede wszystkim stała się ofiarą niezwykle brutalnych tortur (Obcięcie piersi św. Barbary), pohańbienia (Wleczenie na śmierć), które wzmocniły jej wytrwałą i modlitewną postawę. Zmarła śmiercią męczeńską. Stała się nie tylko patronką "dobrej śmierci" będącej dopełnieniem sakramentów pokuty, namaszczenia chorych zwieńczonych wiatykiem, lecz także jedną z najbardziej czczonych świętych Dziewic. Odzwierciedleniem jej kultu jest bogata ikonografia męczennicy.
W cyklach tworzących niegdyś całokształt poliptyku widoczne są liczne pararele między męką Chrystusa i św. Barbary, najbardziej czytelne w epizodach męczeństwa i zbawienia. Daje to do zrozumienia, iż święta, naśladując Chrystusa i przyjmując jak on mękę i śmierć, zyskała szerokie uznanie w kulcie, którego przejawami były w średniowieczu liczne patrocinia i wizerunki w sztukach plastycznych. Nawiązujące do schematu ikonograficznego Koronacji Marii przedstawienie Triumfu Chrystusa i Marii znajduje swoje odbicie w głównym obrazie otwartego poliptyku, gdzie św. Barbara ukazana jest w sposób reprezentacyjny w asyście świętych Feliksa i Adaukta, którzy podobnie jak patronka ołtarza zginęli za chrześcijaństwo w dobie panowania cesarza Dioklecjana. W swoich rękach ujmuje swój atrybut – wieżę z charakterystycznymi trzema oknami będącymi aluzją do Trójcy Świętej.

### Forma
Ołtarz ten należy do dzieł o wyjątkowym charakterze ze względu na bogaty program ikonograficzny i treści ideowe oraz heterogeniczność formy malowideł. Wszystkie obrazy wykazują szeroką znajomość sztuki zachodnioeuropejskiej przez twórców, których przypuszczalna identyfikacja jest rezultatem wielokrotnych badań historyczno-artystycznych. W najstarszych badaniach pojawiały się presumpcje o wpływach malarstwa nadreńskiego (Stefan Lochner) i południowoniemieckiego (malarstwo norymberskie z Mistrzem Ołtarza Tucherów na czele). Jeszcze w przedwojennej, niemieckojęzycznej literaturze pojawiła się także hipoteza o różnorodności wpływów na całokształt ołtarza, komplikujących odnalezienie rodowodu stylu malowideł wrocławskiego retabulum. Nieistniejąca scena Triumfu Marii była łączona ze stylem Jana van Eycka, pasyjne przedstawienia z artystami m.in. ze Szwabii i Austrii oraz wpływami burgundzko-francuskimi. Ponadto rozważano koherencję malowideł poliptyku z dziełami na Śląsku. Badania w tym kierunku przyniosły supozycje, iż twórcy retabulum wykonali także obraz Veraicon z Wrocławia, tryptyk z Gaci, tryptyk fundacji Petera Wartenberga i obraz zwany Madonną w komnacie. Kontynuację tych badań przejęli polscy badacze, dodając do listy ołtarz główny z kościoła Świętych Jakuba i Agnieszki w Nysie (obecnie w zbiorach Muzeum Archidiecezjalnego we Wrocławiu). Niemieccy i polscy badacze sugerowali także obecność wpływów mistrzów działających przy Ołtarzu Świętej Barbary na malarstwo w Małopolsce.
Profesor Adam Labuda wyodrębnił w serii kwater poliptyku dwóch mistrzów. Jeden, pochodzący prawdopodobnie z Górnej Nadrenii, namalował cykl hagiograficzny. Drugi, być może pochodzący z Norymbergi, był autorem scen Pasji i Triumfu Chrystusa; ponadto jego pędzla są także: wspomniany tryptyk z Gaci, epitafium Jana Kotha z toruńskiego kościoła Świętych Janów (obecnie zaginione) i obraz Madonna z Dzieciątkiem z Drzeczkowa. Labuda przypuszcza, że ci dwaj artyści współpracowali przy realizacji niektórych powyższych dzieł ze Śląska (Veraicon z Wrocławia i Legnicy, poliptyk z Nysy) oraz sugeruje działalność ich uczniów (Madonna w komnacie). Wszyscy ci artyści dobrze znali gotyckie malarstwo i grafikę XV wieku, głównie z Niemiec i Niderlandów. Odkrycie archiwalne Ewy Wółkiewicz z 2004 r. dało asumpt do zidentyfikowania autorów poliptyku wrocławskiego i utożsamienia ich z malarzami, którzy w 1451 roku podpisali kontrakt na wykonanie retabulum ołtarza głównego dla kościoła św. Jakuba w Nysie z Mistrzem Wilhelmem Kalteysenem z Akwizgranu i Mistrzem Marcinem. Atrybucja ta została przyjęta przez historyków sztuki.
|  |  |
|  |  |

### Znaczenie dzieła
Retabulum ołtarza św. Barbary jest jednym z pierwszych przykładów gotyckiego realizmu w malarstwie w Europie Środkowej. Kierunek ten zastąpił idealizującą percepcję człowieka i otaczającej go rzeczywistości, typową dla stylu pięknego. Taki sposób malowania zastosowano konsekwentnie w obu cyklach: pasyjno-triumfalnym i hagiograficznym, oraz w reprezentacyjnym przedstawieniu patronki ołtarza w asyście dwóch rzymskich męczenników. Realizm ten objawia się nie tylko w porzuceniu idealizmów, wprowadzeniu brutalizmu i dramatyzmu w scenach męczeńskich, lecz także w realnym sposobie ukształtowania przestrzeni dzięki odważnemu zastosowaniu skrótów perspektywicznych. Pomimo heterogeniczności stylu, malowidła z ołtarza należą do pierwszych na Śląsku przykładów oddziaływania malarstwa Jana van Eycka.